# Blodeuwedd

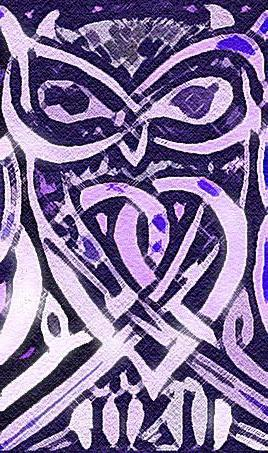
Celtycka sowa

Blodeuwedd lub Blodeuedd (z walijskiego: „zrodzona z kwiatów” lub „twarz kwiatu”) – to bogini wywodząca się z mitologii celtyckiej. 
Jej historia zawarta jest w opowieści pt. „Math, syn Mathonwy’ego,” która stanowi część walijskiej kolekcji mitów pt. Mabinogion. Blodeuwedd została stworzona przez Gwydiona i jego wuja, Matha, by przełamać klątwę, która została rzucona na Llew Llawa Gyffesa przez jego matkę, Arianrhod – siostrę Gwydiona. Klątwa ta składała się z trzech założeń – Llew Llaw miał nie posiadać imienia, broni lub żony pochodzącej z jakiejkolwiek rasy, która stąpała po ziemi. Jej skutkiem był brak możliwości domagania się przez niego jakichkolwiek praw, które uzyskiwał przez pochodzenie – w tym prawa do objęcia królestwa. Gwydion jednakże oszukał własną siostrę i ta nadała swojemu synowi imię i dała broń. By złamać trzecie z założeń klątwy, Gwydion i Math stworzyli kobietę z trzech rodzajów kwiatów – kwiatów dębu, żarnowca i wiązówki (blodeu y deri, a blodeu y banadyl, a blodeu yr erwein).
Przez pewien czas para żyła szczęśliwie, lecz gdy Llew Llaw udał się z wizytą do Matha, Blodeuwedd zaoferowała schronienie młodemu myśliwemu o imieniu Gronw Pebr, w którym się zakochała. Para zaczęła knuć spisek w celu zgładzenia Llew Llawa, co nie było prostym zadaniem. Blodeuwedd wyciągnęła jednak z męża warunki, których spełnienie pozwalało na jego zamordowanie. Źródła (podane poniżej) podają różne warunki:
a.	nie mógł to być dzień, ani noc, lecz zmierzch. Llew Llaw nie mógł być ani nagi, ani ubrany – miał mieć na sobie sieć rybacką.
b.	miał kąpać się na brzegu rzeki, znajdując się pod dachem pokrytym strzechą, nad kotłem, stojąc jedną stopą na jeleniu.
c.	jedną nogą miał stać na plecach kozy, drugą na brzegu wanny, a zabić go można było tylko przy użyciu włóczni, której powstanie zajęło rok.
d.	nie mógł być w pomieszczeniu ani na zewnątrz, konno ani pieszo, a grot włóczni musiał być wykonany podczas świętego czasu.
Parze kochanków udało się spełnić owe warunki, lecz tu autorzy podają dwie wersje zdarzeń: jedna mówi, że zamordowali Llew Llawa, druga zaś, że ten, choć ciężko ranny, zdołał uciec zmieniając się wpierw w orła. Gwydion – mszcząc się za zabójstwo lub próbę zabójstwa siostrzeńca – zamienił Blodeuwedd w sowę, ptaka skazanego na samotne polowanie nocą.
Chociaż samo imię Blodeuwedd nie pojawia się we wczesnej poezji walijskiej, pojawia się nawiązanie do Gwydiona i Matha tworzących kobietę z kwiatów we wierszu „Cad Goddau” („Bitwa drzew”), jednym z wierszy mitologicznych pt. Llyfr autorstwa Taliesina. Pojawia się ono jednak w wierszu „Tydi, dylluan tudwyll” („Sowo, zjawo ziemi”), którego autorstwo przypisuje się czasem Dafyddowi Ap Gwilymowi. W wierszu tym sowa opowiada, że była kiedyś kobietą, lecz została zmieniona w sowę przez Gwydiona w ramach kary za romans z Gronwem z Penllyn. W XIX wieku na nowo odkryto Mabinogion, który stał się inspiracją dla wielu pisarzy i artystów. Jednym z przykładów powrotu do tej tematyki jest sztuka w języku walijskim pt. „Blodeuwedd,” (1923-25) autorstwa Saundersa Lewisa.  